# Пономаренко, Анатолий Яковлевич
Анатолий Яковлевич Пономаренко (12 января 1945, Киев — 22 августа 2020) — советский и российский оперный певец (баритон), режиссёр. С 1971 года — солист Самарского академического театра оперы и балета. Народный артист РСФСР (1986). Окончил Киевскую консерваторию (1970), ученик И. Н. Вилинской.

## Награды и достижения
- Лауреат Международного конкурса им. Глинки (1973)
- Лауреат Международного конкурса им. Чайковского (1974)
- Лауреат конкурса вокалистов в Рио-де-Жанейро (1975)
- Лауреат областной премии «Самарская театральная муза»
- Народный артист РСФСР (1986)

Гастроли в СССР и в разных странах мира (Франция, Италия, Германия, Болгария, Польша, Бельгия, Вьетнам, Ангола, Сенегал, Конго, Бразилия).

## Актёрские работы
В операх П. И. Чайковского: Онегин («Евгений Онегин»), Елецкий, Томский («Пиковая дама»), Роберт («Иоланта»), Князь («Чародейка»), Князь Игорь («Князь Игорь» А. Бородина), в операх Н. Римского-Корсакова: Грязной («Царская невеста»), Мизгирь («Снегурочка»), Эгнатий («Сервилия»), Алеко («Алеко» С. Рахманинова), Граф Робинсон («Тайный брак» Ф. Чимарозы), Гульельмо («Так поступают все» В. А. Моцарта), Фигаро («Севильский цирюльник» Дж. Россини), в операх Г. Доницетти: Энрико («Колокольчик»), Мама («Viva la Mamma!»), Дулькамара («Любовный напиток»), Тонио («Паяцы» Р. Леонкавалло), в операх Дж. Верди: Граф ди Луна («Трубадур»), Ренато («Бал-маскарад»), Риголетто (одноимённая опера), Жорж Жермон («Травиата»), Амонасро («Аида»), Яго («Отелло»), Макбет (одноимённая опера), Эскамильо («Кармен» Ж. Бизе), в операх Дж. Пуччини: Скарпиа («Тоска»), Марсель («Богема»), Альфио («Сельская честь» П. Масканьи), Краун («Порги и Бесс» Дж. Гершвина), Босуэл (мировая премьера «Марии Стюарт» С. Слонимского), Гамлет (мировая премьера «Гамлета» С. Слонимского), Патриарх (мировая премьера «Видений Иоанна Грозного» С. Слонимского) и др.
Обладал обширным камерным репертуаром, который составляют произведения русских, зарубежных и современных композиторов, народные песни, а также песни военных лет. Вёл активную концертную деятельность.